# Modo musical
Em música, modo é um conjunto ordenado de intervalos musicais que define as relações hierárquicas entre os vários graus de uma escala correspondente. É falsa a ideia de se utilizar o termo modo para tratar apenas da música medieval e renascentista, em oposição ao termo tonalidade para a música mais recente.
O modo de uma escala é definido com base o intervalo entre a primeira e a terceira nota dessa escala: se a primeira e a terceira  formarem um acorde maior, então o modo da escala será maior; mas, se formarem um menor, o modo é menor.
No contexto da harmonia modal, o modo musical também se refere ao conjunto de escalas com diferentes organizações intervalares/sonoras criadas em algumas regiões da Grécia Antiga. São os chamados  modos gregos: jônio, lídio, mixolídio, dórico, frígio, eólio e lócrio). Esses modos foram reutilizados, no início do século XX,  na improvisação jazzística.
A música modal passou por um grande reavivamento na música erudita, sobretudo com os compositores nacionalistas do século XX, e nunca perdeu seu posto na expressão musical popular de diversas culturas.